# Kłódka (Ukraina)
Kłódka (ukr. Колодка) – wieś na Ukrainie, na terenie obwodu lwowskiego, w rejonie jaworowskim (do 2020 roku w rejonie mościskim). 